# La Peur (Chevallier)
Pour les articles homonymes, voir La Peur.
La Peur est un roman de l'écrivain français Gabriel Chevallier, publié pour la première fois en France en 1930.
Dans ce récit largement autobiographique, Gabriel Chevallier, sous les traits de Jean Dartemont, raconte sa terrible expérience et celle des combattants de 14-18 face à la férocité de ce conflit auquel ils doivent participer malgré eux. Il dépeint autant l'atroce souffrance des poilus que la stupidité des « stratèges » de l'arrière tandis que les planqués et les profiteurs exaltaient les valeurs guerrières. Terrés parmi les cadavres et les blessés agonisants, les « poilus » sacrifiés vivaient au jour le jour leur vie de bêtes destinées à la boucherie.
Gabriel Chevallier fit sensation par son ton réaliste et désenchanté. Il ne cherche pas à exalter l'héroïsme de quiconque. Il brosse le portrait de soldats résignés et pressés d'en finir pour sauver leur peau. Parmi les passages les plus réussis, la description de son séjour à l'hôpital pour une légère blessure, le narrateur y fait scandale en avouant aux infirmières que dans les tranchées, on éprouve surtout un sentiment de peur, à l'opposé du discours patriotique vendu par la propagande. Chevallier se fait le porte-parole des sans grade qui ne cherchent pas à faire carrière.

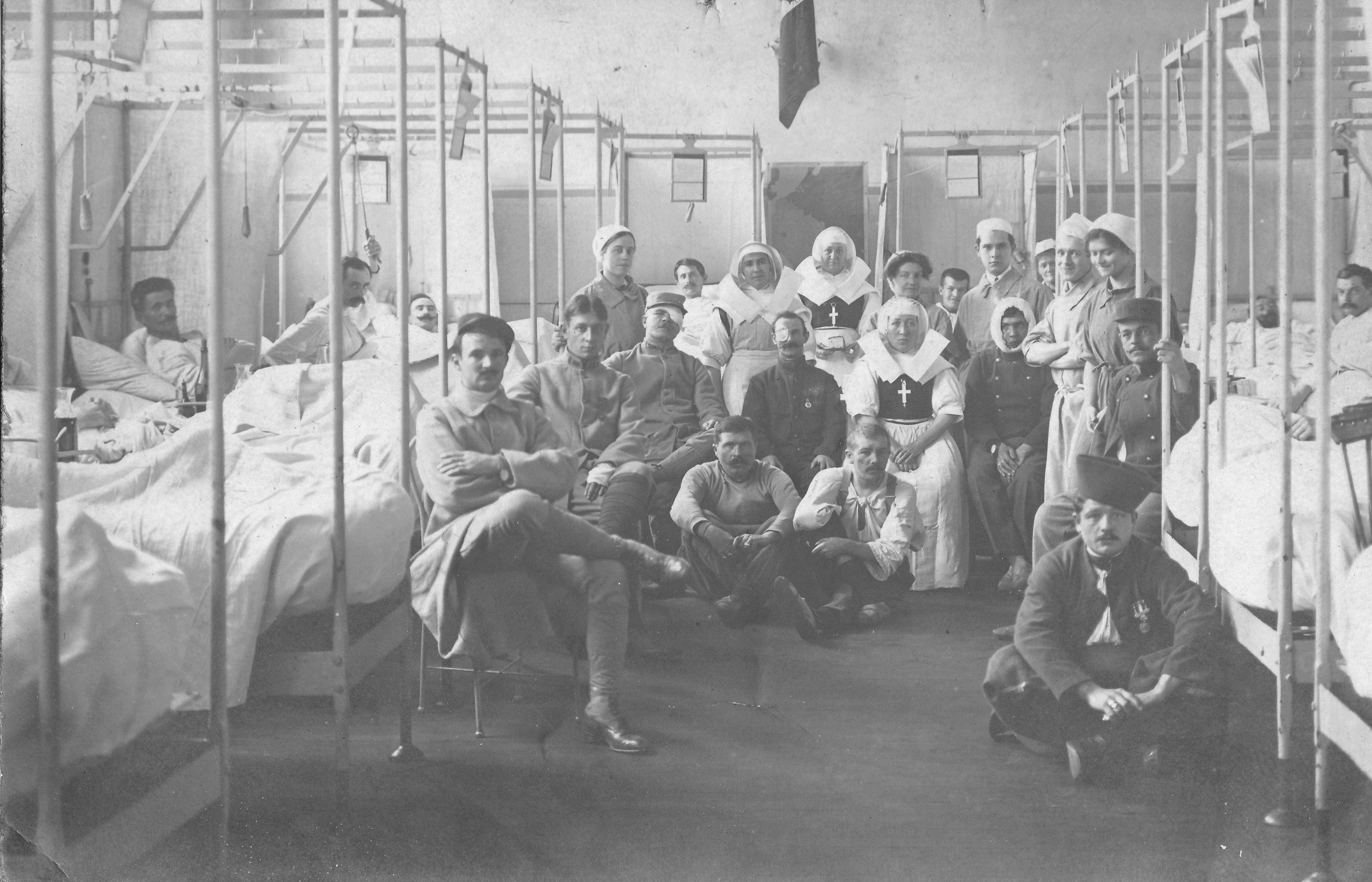
Blessés de guerre à l'hôpital

Dans une réédition de 1951, Chevallier présente ainsi son ouvrage : « Ce livre, tourné contre la guerre et publié pour la première fois en 1930, a connu la malchance de rencontrer une seconde guerre sur son chemin. En 1939, sa vente fut librement suspendue, par accord entre l'auteur et l'éditeur. Quand la guerre est là, ce n'est plus le moment d'avertir les gens qu'il s'agit d'une sinistre aventure aux conséquences imprévisibles. Il fallait le comprendre avant et agir en conséquence ».
« On enseignait dans ma jeunesse — lorsque nous étions au front — que la guerre était moralisatrice, purificatrice et rédemptrice. On a vu quels prolongements ont eu ces turlutaines : mercantis, trafiquants, marché noir, délations, trahisons, fusillades, tortures, tuberculose, typhus, terreur, sadisme et famine. De l'héroïsme, d'accord. Mais la petite, l'exceptionnelle proportion d'héroïsme ne rachète pas l'immensité du mal. D'ailleurs peu d'êtres sont taillés pour le véritable héroïsme. Ayons la loyauté d'en convenir, nous qui sommes revenus ».
« La grande nouveauté de ce livre, dont le titre était un défi, c'est qu'on y disait : j'ai peur. Dans les “livres de guerre” que j'avais pu lire, on faisait bien parfois mention de la peur, mais il s'agissait de celle des autres. L'auteur était un personnage flegmatique, si occupé à prendre des notes, qu'il faisait tranquillement risette aux obus ».
« L'auteur du livre estima qu'il y aurait improbité à parler de la peur de ses camarades sans parler de la sienne. C'est pourquoi il décida de prendre la peur à son compte, d'abord à son compte. Quant à parler de la guerre sans parler de la peur, sans la mettre au premier plan, c'eût été de la fumisterie. On ne vit pas aux lieux où l'on peut être à tout instant dépecé à vif sans connaître une certaine appréhension ».
« Le livre fut accueilli par des mouvements divers, et l'auteur ne fut pas toujours bien traité. Mais deux choses sont à noter. Des hommes qui l'avaient injurié devaient mal tourner dans la suite, leur vaillance s'étant trompée de camp. Et ce petit mot infamant, la peur, est apparu, depuis, sous des plumes fières. Quant aux combattants d'infanterie, ils avaient écrit : “Vrai ! Voilà ce que nous ressentions et ne savions pas exprimer”. Leur opinion comptait beaucoup ».

## Adaptation cinématographique
- 2015 : La Peur, film réalisé par Damien Odoul